# Michajlov
Michajlov es un municipio situado en el distrito de Snina, en la región de Prešov, Eslovaquia. Tiene una población estimada, en octubre de 2022, de 81 habitantes.
Está ubicado al este de la región, en el valle del río Cirocha (cuenca hidrográfica del río Tisza) y cerca de la frontera con Ucrania y Polonia.

## Demografía
| Año        | 1994 | 2004    | 2014     | 2024     |
| ---------- | ---- | ------- | -------- | -------- |
| Población  | 122  | 112     | 96       | 81       |
| Diferencia |      | −8,19 % | −14,28 % | −15,62 % |

| Año        | 2023 | 2024    |
| ---------- | ---- | ------- |
| Población  | 83   | 81      |
| Diferencia |      | −2,40 % |